# Clermont-Dessous
Clermont-Dessous é uma comuna francesa na região administrativa da Nova Aquitânia, no departamento Lot-et-Garonne. Estende-se por uma área de 14,95 km². Em 2010 a comuna tinha 912 habitantes (densidade: 61 hab./km²).